# L'eredità nascosta
L'eredità nascosta (L'Héritage) è un cortometraggio muto del 1910 diretto da Louis Feuillade.

## Produzione
Il film fu prodotto dalla Société des Etablissements L. Gaumont

## Distribuzione
Distribuito dalla Société des Etablissements L. Gaumont, uscì nelle sale cinematografiche francesi nel 1910.

## Censura
Per la versione da distribuire in Italia, la censura italiana eliminò la scena delle esalazioni asfissianti.